# 東京海螄螺
東京海螄螺（学名：Epitonium tokyoense）为海螄螺科海螄螺屬下的一个种。